# Hannes Reiter
Hannes Reiter (ur. 12 września 1981 w Altenmarkt) – austriacki narciarz alpejski, złoty medalista mistrzostw świata juniorów.

## Kariera
Po raz pierwszy na arenie międzynarodowej Hannes Reiter pojawił się 27 listopada 1996 roku w Val Thorens, gdzie w zawodach FIS Race zajął 47. miejsce w slalomie. W 2000 roku brał udział w mistrzostwach świata juniorów w Quebecu, zajmując piętnastą pozycję w slalomie. Podczas rozgrywanych rok później mistrzostw świata juniorów w Verbier wywalczył złoty medal w gigancie. W zawodach tych wyprzedził bezpośrednio swego rodaka Johanna Gruggera oraz Włocha Petera Filla. W zawodach Pucharu Świata zadebiutował 3 lutego 2002 roku w Sankt Moritz, nie kończąc pierwszego przejazdu giganta. Mimo wielokrotnych startów w zawodach tego cyklu nigdy nie wywalczył punktów. Nigdy też nie startował na mistrzostwach świata ani igrzyskach olimpijskich. W 2008 roku zakończył karierę.

## Osiągnięcia

### Mistrzostwa świata juniorów
| Miejsce | Dzień     | Rok  | Miejscowość | Konkurencja | Czas biegu  | Strata  | Zwycięzca     |
| ------- | --------- | ---- | ----------- | ----------- | ----------- | ------- | ------------- |
| 15.     | 25 lutego | 2000 | Québec      | Slalom      | 1:52,95 min | +2,25 s | Daniel Défago |
| 1.      | 8 lutego  | 2001 | Verbier     | Gigant      | 2:08,79 min | -       | -             |
| DNF2    | 9 lutego  | 2001 | Verbier     | Slalom      | 1:25,72 min | +5,15 s | Stefan Kogler |

### Puchar Świata

#### Miejsca w klasyfikacji generalnej
- sezon 2001/2002: -
- sezon 2003/2004: -
- sezon 2004/2005: -

#### Miejsca na podium w zawodach
Reiter nie stawał na podium zawodów PŚ.